# لويزا جافاسا
لويزا جافاسا (بالإسبانية: Luisa Gavasa)‏ هي ممثلة إسبانية، ولدت يوم 8 أبريل 1951 في سرقسطة في إسبانيا.

## روابط خارجية
- لويزا جافاسا على موقع IMDb (الإنجليزية)
- لويزا جافاسا على موقع قاعدة بيانات الفيلم (الإنجليزية)

لم يتم العثور على روابط لمواقع التواصل الاجتماعي.